# Хал Дрого
Хал Дрого, або Кхал Дрого (англ. Khal Drogo), — персонаж роману американського письменника-фантаста Джорджа Р. Р. Мартіна «Гра престолів», що входить в цикл «Пісня льоду й полум'я». Хал найбільшого дотракійського халасару (англ. Khalasar) в Ессосі. Головний герой книги «Гра престолів». У серіалі Хал Дрого є головним героєм першого сезону і другорядним персонажем другого сезону телесеріалу «Гра престолів».

## Зовнішній вигляд
Дрого дуже високий, на голову вищий за будь-кого з навколишніх чоловіків, але при цьому рухається легко і витончено, як пантера. У нього шкіра кольору полірованої міді, чорні очі, довгі вуса, борода і коса до стегон, прикрашена дзвіночками. Дрого ніколи в житті не програвав поєдинки і тому ніколи не обрізав косу.

## Біографія

### До початку подій
Хал Дрого — ватажок дотракійців. Це кочові кінні воїни, які живуть у Ессосі. Вони живуть за рахунок пограбувань і вбивств. Дрого досить молодий, щоб мати свій халасар, особливо такий великий, як у нього. Але він його отримав, будучи легендарним воїном, який ніколи не програвав у битвах. Дотракійці зрізають волосся при поразці, а волосся Дрого були настільки довгим, що він, схоже, ніколи не програвав. Дрого захотів взяти за дружину незвичайну жінку і попросив Іліріо Мопатіса знайти йому таку.

### 1-й сезон
Вісерис разом з Іліріо Мопатісом вирішив віддати свою сестру Данерис Таргарієн за дружину халові Дрого в обмін на армію, за допомогою якої Вісерис планував захопити Залізний трон Вестероса. Дрого погоджується, але нічого не говорить про те, як скоро виконає свою частину угоди. Данерис бачить свого майбутнього чоловіка тільки незадовго до весілля в палаці в Пентосі, і Дрого лякає її — дотракієць здається їй людиною суворою і жорстокою, але її згоди на шлюб ніхто не питає.
Життя після весілля було виснажливим для Данерис: мовчазне перебування в таборі серед чужих та періодичні зґвалтування Дрого. Після того, як Данерис потроху вивчає дотракійську мову (спочатку з перекладу Джора Мормонта, пізніше з допомогою своїх служниць), налагоджує спілкування з Дрого та робить їхні зносини комфортнішими для себе (щоб контролювати процес і бачити лице чоловіка), у парі розвивається взаємне кохання. На довгому шляху в Ваїс-Дотрак Данерис вагітніє від Дрого. У Ваїс-Дотраку вона дає ще ненародженому синові ім'я Рейго.
Пізніше Дрого вбиває нав'язливого Вісериса, який постійно вимагає у нього виконання угоди. Тепер думки переплисти вузьке море і відібрати залізний трон у «узурпатора» Роберта Баратеона не покидають вже Данерис, яка зрозуміла, що кров драконів тече в ній, а не в браті, і лишається єдиною законною спадкоємицею трону. Дрого намагається відрадити дружину, бо його воїни бояться моря (в ньому солона вода, яку не п'ють коні) і дерев'яних коней (кораблів). Але після того, як шпигуни Баратеона намагаються вбити Данерис, Дрого змінює думку і обіцяє помститися Роберту і посадити свого майбутнього сина на «залізний трон» Вестероса.
Халасар нападає на лхазаріан, щоб взяти в полон рабів, а потім обміняти їх на кораблі. Після того, як Данерис заступається за бранок з числа полонених і вимагає від дотракійців їх не ґвалтувати, а Дрого погоджується з нею, один з незгодних з рішенням людей хала починає з ним битися. Дрого вбиває повстанця, отримавши невелике поранення. Одній з полонянок, Міррі Маз-Дуур, дозволяють його вилікувати. Але зараження поширюється і Маз-Дуур пропонує темномагічний обряд (життя плоду в обмін на життя чоловіка). В результаті дитина Данерис та Дрого народжується мертвою і покаліченою, а Дрого хоч і виживає, але залишається в несвідомому стані. Міррі Маз-Дуур зізнається, що зробила все свідомо як помсту за руйнування і вбивства армії Дрого.
Данерис вирішує полегшити страждання чоловіка і душить його подушкою, а Міррі Маз-Дуур живцем спалює на його похоронному вогнищі. Данерис кладе в полум'я цього во яйця драконів і заходить у вогонь сама. Коли багаття догорає, всі бачать, що з яєць вилупилися дракони, і неушкоджену Данерис.

### 2-й сезон
Пізніше Дейнеріс бачить Дрого і свого сина у видінні під час візиту в Будинок Безсмертних. Вони розмовляють і просять її залишитись, проте Данерис залишає близьких, знаючи, що це всього лише ілюзія.